# Yojiro Uetake
Yojiro Uetake (Gunma, Japón, 12 de enero de 1943) es un deportista japonés retirado especialista en lucha libre olímpica donde llegó a ser campeón olímpico en Tokio 1964 y en México 1968.

## Carrera deportiva
En los Juegos Olímpicos de 1964 celebrados en Tokio ganó la medalla de oro en lucha libre olímpica estilo peso gallo, por delante del luchador turco Hüseyin Akbas (plata) y del soviético Aydin Ibrahimov (bronce). Cuatro años después, en las Olimpiadas de México 1968 volvió a ganar el oro en la misma modalidad.